# Мархайчук Наталія Віталіївна
Мархайчук Наталія Віталіївна (нар. 19 липня 1975, Оленєгорськ, Мурманська обл.) — українська мистецтвознавиця, культурологиня, кандидат мистецтвознавства (2006), членкиня Національної спілки художників України (2008), доцент (2010), декан факультету аудіовізуального мистецтва Харківської державної академії культури.

## Біографія
Мархайчук Наталія Віталіївна народилася 19 липня 1975 року у місті Оленєгорськ Мурманської області РРФСР. Навчалась у Хмельницькому музичному училищі, отримала спеціальність «Теорія музики» у 1994 році. У 2000 році закінчила Краматорський економічно-гуманітарний інститут в Донецькій області. Того ж року вступила до аспірантури Харківської державної академії дизайну і мистецтв. Водночас почала викладацьку діяльність у 2001 році на кафедрах теорії та історії мистецтва, українознавства (у 2007—2009 роках виконувала обов'язки вченого секретаря ХДАДМ). У 2006 році захистила кандидатську дисертацію на тему: «Концепція ненаративності в контексті розвитку вітчизняного нефігуративного живопису». З 2008 року обіймала посаду доцента кафедри українознавства. У 2010 році надано вчене звання доцента. Викладала навчальні курси: «Історія українського мистецтва», «Історія української культури». 
2010 році обіймала посаду провідного наукового співробітника відділу зводу пам'яток Харківського науково-методичного центру охорони культурної спадщини. Від 2014 року — завідувач кафедри українознавства ХДАДМ. Займалася науковим дослідженням українського образотворчого мистецтва 20 століття, актуальними проблемами сучасного мистецького процесу. Науковий редактор і співавторка видання «Монументальна шевченкіана Харківщини».
З 2015 року викладає у Харківській державній академії культури. У 2018 році ― доцент кафедри телебачення, з лютого 2022 по серпень 2022 року ― завідувачка кафедри фотомистецтва та операторської майстерності. Нині — декан факультету аудіовізуального мистецтва. 
Викладає дисципліни: «Магістерський семінар», «Аудіовізуальне мистецтво в сучасні й культурі», «Виконавсько-педагогічна майстерність фахівця», «Методика викладання фахових дисциплін», «Лекторська майстерність фахівця». Здійснює керівництво дипломними роботами за другим (магістерським) рівнем вищої освіти, науковою роботою студентів. Під керівництвом Мархайчук Н. В. були захищені 4 кандидатські дисертації. Науковиця є членом спеціалізованих вчених рад К 64.109.01 (ХДАДМ, Харків; 2008—2017) та К 26.807.03 (КНУКіМ, Київ; від 2015) та науково-методичної комісії (підкомісії) сектору вищої освіти Науково-методичної ради зі спеціальності 021 «Аудіовізуальне мистецтво та виробництво».
У 2019 році почала викладати у Харківському національному університеті імені В. Н. Каразіна, обіймала посаду доцента кафедри теорії культури і філософії науки.
Виступала організатором, співкуратором, координатором творчих проєктів, а саме: Міжнародний Артпроєкт "Фестиваль аудіовізуального мистецтва «Золотий кадр» (Харків, ХДАК, 2019 та 2021), «Місто ХА: Харків Авангардний: Проєкт-дослідження» (Київ, НХМУ — Харків, 2017–18), Відкритий конкурс театрально-сценічного мистецтва малих форм серед шкіл естетичного виховання «Лети!» (Харків), «Перша обласна виставка абстрактного, нефігуративного та безпредметного мистецтва» (Харків, 2017), Фестиваль сучасного мистецтва «Non-Stop media» (Харків), Міжнародний творчий конкурс «Сад Шевченка» (Харків). У вересні 2021 року презентувала українське мистецтвознавство на артрезиденції в Ніді під егідою Вільнюської академії мистецтв. Є ініціатором освітнього проєкту «Кіно онлайн» на базі ХДАК. Мисткиня читає лекції, проводить семінари з образотворчого мистецтва на різних мистецьких майданчиках України.
Науковиця досліджує українське мистецтво другої половини ХХ– початку ХХІ століття: від нефігуративу до мультимедіа, від монументальних пам'яток Харківщини до естетики українського кінематографа.
Наталія Мархайчук ― член секції критиків та мистецтвознавців Харківського відділення Національної спілки художників України.
За творчі досягнення нагороджена почесними грамотами та подяками Міністерства освіти і науки України, Харківської організації Спілки художників України, Харківської державної обласної адміністрації.

## Основні праці
Авторка понад 70 наукових та науково-методичних публікацій:
- Мархайчук Н. Живопис Харкова 1960—1980 : поміж ідеологією та індивідуальністю // Матеріально-художня культура: проблеми теорії та практики : Всеукр. наук.-практ. конф. за підсумками роботи у 2010—2011 н. р., 19-20 трав. 2011 р. : [зб. ст.] / М-во освіти і науки України, Харків. держ. акад. дизайну і мистецтв ; [редкол.: В. Я. Даниленко та ін.]. Харків : ХДАДМ, 2011. С. 86–87.

- Мархайчук Н. В. Абстракція в сучасному живописі Харкова // Теорія і практика матеріально-художньої культури: [електрон. наук. конф., 17 груд. 2012 р. : зб. матеріалів] / М-во освіти і науки, молоді та спорту України, Харків. держ. акад. дизайну і мистецтв ; [редкол.: В. Я. Даниленко та ін.]. Харків : ХДАДМ, 2012.  № 14. С. 71–74.

- Історія та культура України: навч. посіб. / І. П. Коршунова, Н. В. Мархайчук, К. Ю. Чадаєва та ін. Харків, ХДУХТ, 2015.
- Монументальна Шевченкіана Харківщини : за матеріалами Харківського тому «Зводу пам'яток історії та культури України». Харків та Харківська область / наук. ред. Н. В. Мархайчук. Харків: Раритети України, 2015. 130 с.
- Захарова С. І., Мархайчук Н. В. Родина Горовиців в музичному житті Харкова // Культурна спадщина Слобожанщини. Харків, 2016. чис. 29. С. 57–66.
- Markhaychuck N., Yao Ning. Ukrainian artists of the second half of the 18th — first third of the 19th century in China's contemporary study of arts // Social and Economic Aspects of Education in Modern Socyiety. Vol. 3. Warsaw, RS Global Sp.z. О.О, 2018. C. 6–11.
- Пересьолкова Я., Мархайчук Н. Пам'ятники на братських могилах як візуалізація колективної пам'яті про Другу світову війну (на прикладі скульптур на братських могилах Харківщини II пол. XX ст.) Вінниц. держ. пед. ун-т ім. Михайла Коцюбинського, Ф-т історії, етнології і права. Харків: Раритети України, 2018. 171 с.
- Markhaychuck N., Tarasov V. Collage of Sergey Paradzhanov: features of the periodization of creativity // Традиції та новації у вищій архітектурно-художній освіті. 2018. № 4. С. 96–102.
- Художня репрезентація у соціокультурному та мистецькому середовищі: наук. моногр. / Н. Мархайчук, О. Суховій, В. Тарасов та ін. ; під ред. проф. О. Гончар. Харків: ХДАДМ, 2018.
- Yao Ning. Representation of Taras Shevchenko as an Artist in the Art of China / Yao Ning, N. Markhaichuk // Художня культура. Актуальні проблеми. 2020. Вип. 16, ч. 2. С. 41–49.
- Marhaychuk N., Osadcha O. Manifestation of Transcedental in Abstract Art (on the material of the late 20 th — 21 st century Ukrainian painting) // Вісн. Харків. держ. акад. дизайну і мистецтв. [Серія]: Мистецтвознавство: [зб. наук. пр.] / М-во освіти і науки України, Харків. держ. акад. дизайну і мистецтв. Харків, 2020. № 2. С. 42–51.
- Сучасники про фільм О. Довженка «Земля»: різноплановість дискусій / В. Н. Миславський, Г. П. Чміль, О. В. Безручко, Н. В. Мархайчук // Аудіовізуальне мистецтво і виробництво : досвід, проблеми та перспективи: колект. монографія / Київ. нац. ун-т культури і мистецтв, Ф-т кіно і телебачення. Київ, 2021. Т. 9. С. 125—142.
- Markhaichuk N. «Black movies»: genre memory of the noir film language in the system of audiovisual transformations (1970s — 2010s) / N. Markhaichuk, N. Riabukha, V. Tarasov // Вісн. Харків. нац. ун-ту ім. В. Н. Каразіна. Серія: Теорія культури і філософія науки. Харків, 2021. Вип. 63. P. 57–67.
- Демиденко М. В., Мархайчук Н. В. Шлях до війни. Образ українців у російському кіно // Культура та інформаційне суспільство XXI століття: матеріали всеукр. наук.-теорет. конф. молодих учених, 19-20 трав. 2022 р. / М-во культури та інформаційної політики України, М-во освіти і науки України, Харків. держ. акад. культури, Нац. акад. мистецтв України ; [редкол.: В. М. Шейко та ін.]. Харків : ХДАК, 2022. С. 144—146.
- Мархайчук Н. В.,Тарасов В. В. Художні прийоми та виражальні засоби «чорного кіно»: від неонуару до постнуару // Культура України : зб. наук. пр. / М-во культури та інформ. політики України, Харків. держ. акад. культури ; [голов. ред. В. М. Шейко ; за заг. ред. В. Шейка]. Харків : ХДАК, 2023. Вип. 79. С. 60–73.
- Демиденко М. В., Мархайчук Н. В. Візуальна репрезентація історичного простору в українському ігровому кіно (2000-2020 рр.) // Українська культура: минуле, сучасне, шляхи розвитку. Напрям: культурологія : зб. наук. пр. / Рівнен. держ. гуманітар. ун-т, Ін-т культурології, Нац. акад. мистецтв України. Рівне, 2024. Вип. 48. С. 256-264.